# Henry Lee III
Henry Lee III (Dumfries, 29 gennaio 1756 – Dungeness, 25 marzo 1818) è stato un generale e politico inglese naturalizzato statunitense.
Tra i valenti comandanti militari delle guerre della rivoluzione americana, è noto in particolare per essere stato il padre del generale Robert Edward Lee, leader dell'esercito sudista durante la guerra di secessione americana.

## Biografia

### La famiglia
Lee nacque presso Dumfries nella Colonia della Virginia. Era figlio del colonnello Henry Lee II (1730–1787) di "Leesylvania" e di sua moglie, Lucy Grymes (1734–1792). Suo padre era primo cugino di Richard Henry Lee, dodicesimo presidente del congresso continentale. Sua madre era invece zia della moglie del governatore della Virginia, Thomas Nelson, Jr. La sua bisnonna Mary Bland era inoltre prozia del presidente americano Thomas Jefferson.
Lee era nipote del capitano Henry Lee I, pronipote di Richard Bland, un pro-pronipote di William Randolph. Era inoltre discendente di Theodorick Bland di Westover e del governatore Richard Bennett.

### La carriera militare

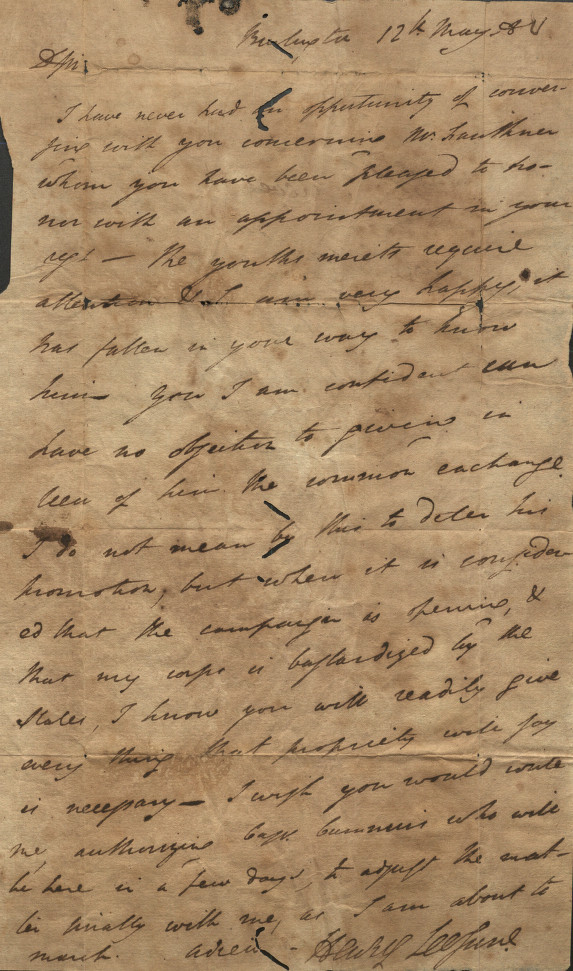
Lettera di Henry Lee al colonnello Israel Shreve, Burlington, 12 maggio 1780.

Lee studiò al College of New Jersey (attuale Università di Princeton) dove si diplomò nel 1773, e incominciò poco dopo la carriera legale. Con lo scoppio della Rivoluzione americana, divenne capitano in un distaccamento di dragoni della Virginia del 1st Continental Light Dragoons. Nel 1778, Lee venne promosso al rango di maggiore e ottenne il comando di un corpo misto di cavalleria e fanteria noto col nome di "Lee's Legion" con il quale si guadagnò la reputazione di leader capace. A quei tempi, infatti, i gruppi di cavalleria leggera erano ideali per le battaglie che si combattevano sul suolo americano oltre che per operazioni di pattugliamento e avanscoperta, di distruzione dei rifornimenti nemici e per organizzare spedizioni presso le linee nemiche, come parte delle tattiche di guerriglia adottate dai rivoluzionari americani contro l'esercito inglese. Nel settembre di quello stesso anno, Lee ottenne il comando di un'unità di dragoni che sconfisse un reggimento assiano nella Battaglia di Edgar's Lane.
Il 22 settembre 1779 il Congresso Continentale votò per attribuire a Lee la medaglia d'oro (un'onorificenza non concessa a nessun altro ufficiale al di sotto del rango di generale) per le azioni della sua Legione durante la Battaglia di Paulus Hook nel New Jersey, il 19 agosto di quello stesso anno.
Lee venne promosso tenente colonnello e venne assegnato con la sua Legione al teatro meridionale della guerra. La Legione di Lee razziò gli avamposti inglesi di Georgetown, nella Carolina del Sud, col generale Francis Marion nel gennaio del 1781 e aiutò a sostenere l'esercito americano nella sua discesa del fiume Dan il mese successivo. Lee si unì al generale Francis Marion e al generale Andrew Pickens nella primavera del 1781 per catturare diversi avamposti nella Carolina del Sud ed in Georgia tra cui Fort Watson, Fort Motte, Fort Granby, Fort Galphin, Fort Grierson e Fort Cornwallis, Augusta, Georgia. Il gruppo condusse inoltre una campagna intimidatoria contro i lealisti della regione che ben si evidenziò nel massacro di Pyle. Lee e la sua legione prestarono anche servizio nella Battaglia di Guilford Court House, nell'Assedio dei novantasei e nella Battaglia di Eutaw Springs. Presenziò alla resa di Charles Cornwallis a Yorktown, ma lasciò l'esercito poco dopo, dicendosi troppo stanco e tediato dal trattamento riservatogli dagli altri ufficiali.
Nel 1794, Lee venne convocato dal presidente George Washington per sopprimere la ribellione del Whiskey nella Pennsylvania occidentale. Lee comandò 12.950 miliziani per sopprimere la rivolta, atto che si concluse con una pacifica resa senza combattimenti. Nel 1798, anticipando una guerra con la Francia, Henry Lee venne nominato maggiore generale dell'esercito statunitense. Nel 1808, venne richiamato dal presidente Thomas Jefferson quando la guerra col Regno Unito pareva ormai imminente; Lee riorganizzò la milizia della Virginia. Chiese al presidente James Madison di essere incluso nell'esercito durante la Guerra del 1812, ma senza successo. Nel 1812 pubblicò Memoirs of the War in the Southern Department of the United States, dove riepilogò le sue esperienze militari nel corso della guerra rivoluzionaria.

### La carriera politica

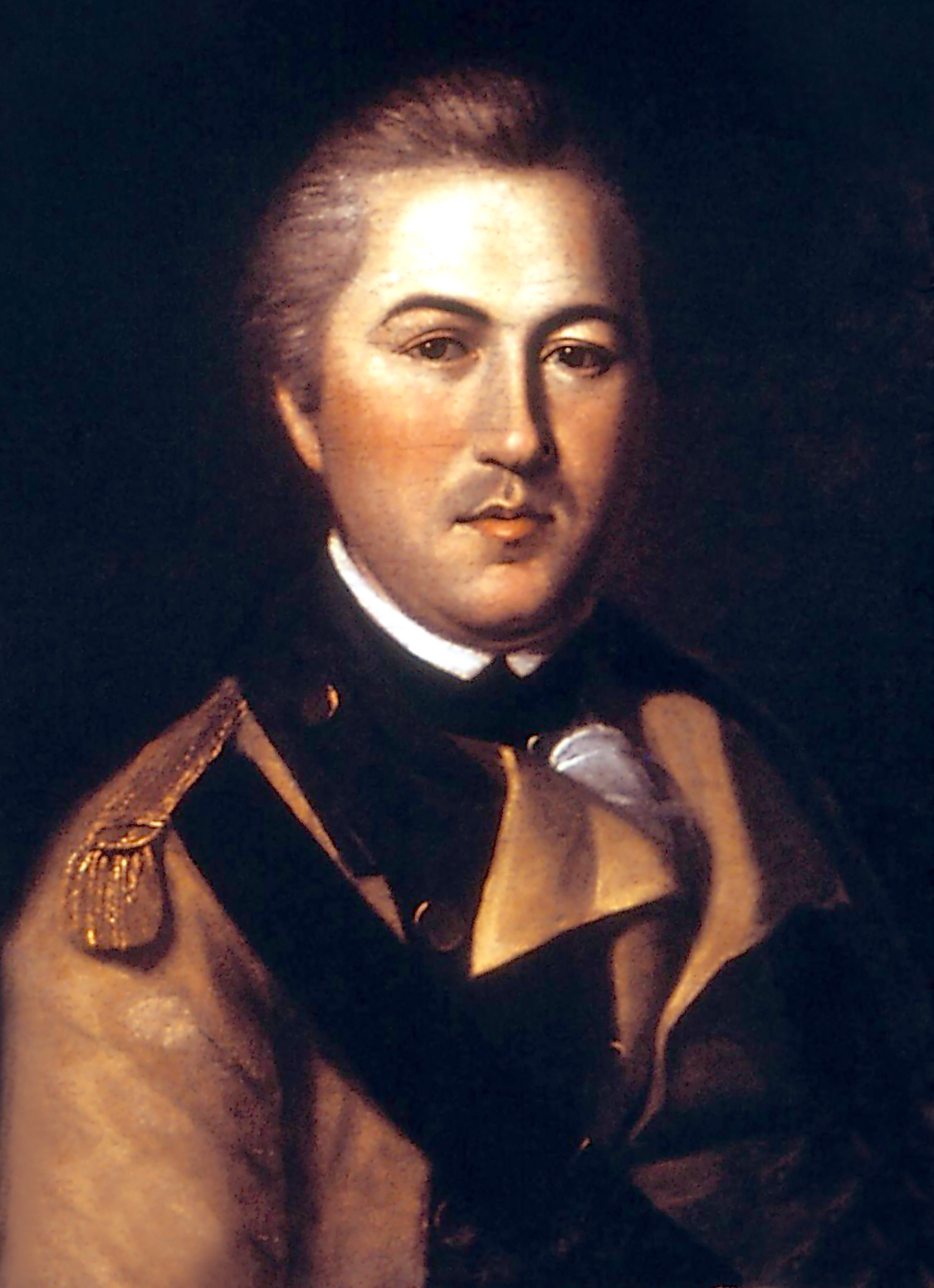
Henry Lee III.

Dal 1786 al 1788, Lee fu uno dei delegati del Congresso della Confederazione e nel 1788 alla convenzione della Virginia; favorì l'adozione della Costituzione degli Stati Uniti. Dal 1789 al 1791 prestò servizio all'Assemblea Generale e dal 1791 al 1794 fu Governatore della Virginia; una delle nuove contee della Virginia, la contea di Lee, venne così chiamata in suo onore, durante il suo governatorato.
Dal 1799 al 1801, prestò servizio alla Camera dei Rappresentanti degli Stati Uniti. Stese e declamò l'elogio funebre di Washington davanti a una folla di 4.000 persone al funerale del presidente il 26 dicembre 1799 definendolo "primo in guerra, primo in pace e primo nei cuori della sua gente".

### Gli ultimi anni

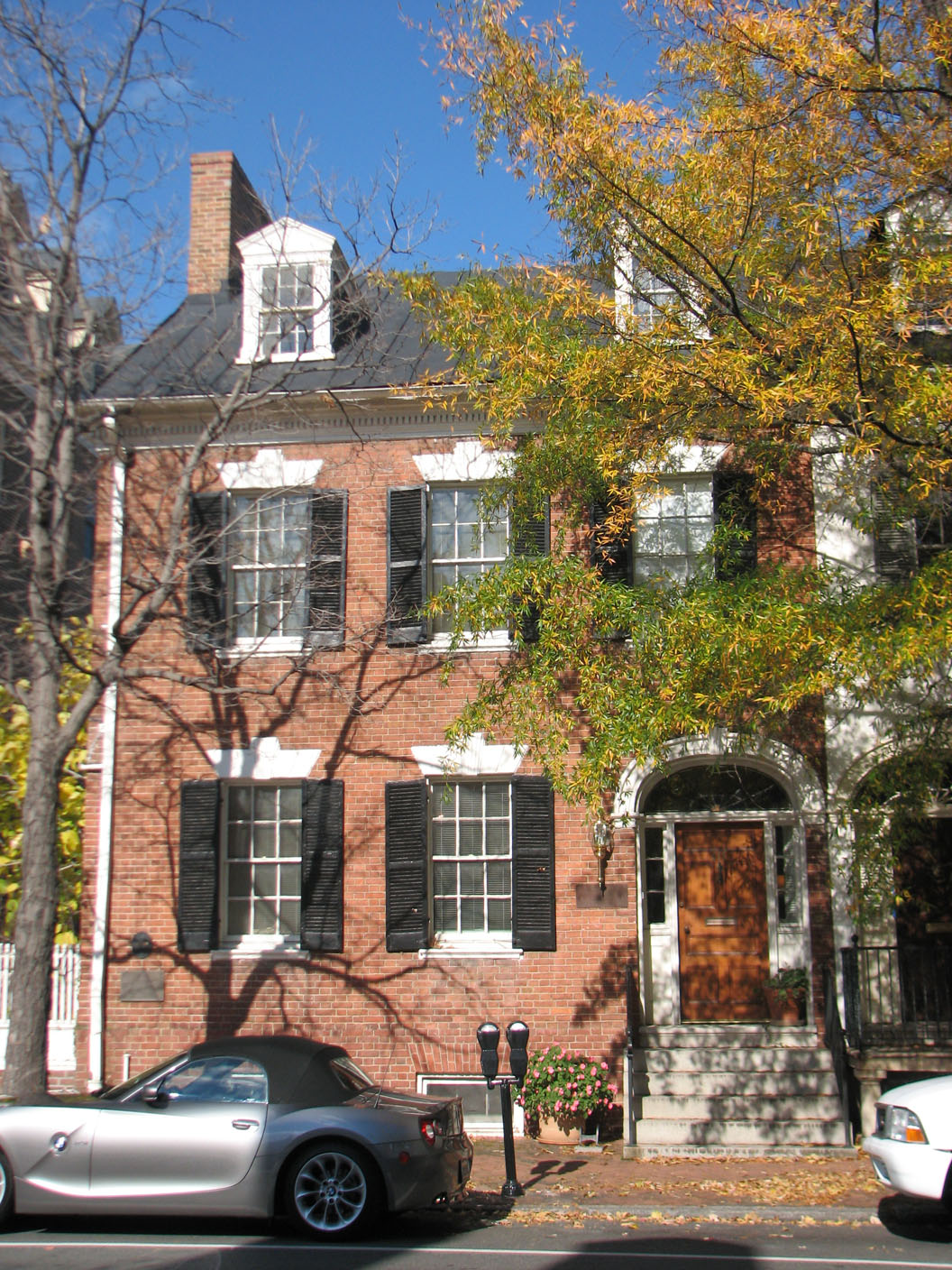
La casa di Lee ad Alexandria, Virginia.

Dopo essersi ritirato dal servizio pubblico nel 1801, Lee visse con la sua famiglia nella piantagione di Stratford Hall dove cercò senza successo di amministrare la terra. Il panico del 1796–1797 e la bancarotta di Robert Morris ridussero la fortuna di Lee. Nel 1809 andò in bancarotta e per un anno venne incarcerato nella prigione dei debitori di Montross, Virginia; suo figlio Robert Lee aveva due anni all'epoca. Dopo il suo rilascio, Lee si spostò con la sua famiglia ad Alexandria (Virginia),
Durante la rivolta civile di Baltimora, nel Maryland, nel 1812, Lee riportò delle pesanti ferite mentre cercava di aiutare il suo amico, Alexander Contee Hanson, editore del giornale di Baltimora, The Federal Republican il 27 luglio 1812. Hanson venne attaccato dai democratici-repubblicani perché il suo giornale si era opposto alla guerra del 1812. Lee e Hanson e un'altra ventina di federalisti dovettero rifugiarsi negli uffici del giornale. Il gruppo si arrese il giorno successivo agli ufficiali di polizia locali e i rivoltosi vennero incarcerati. Il laburista George Woolslager guidò però la folla che catturò i federalisti, li picchio e li torturò per tre ore consecutive e un odi loro, James Lingan, morì.
Lee soffrì a causa delle numerose ferite interne oltre che alle ferite al capo e al volto. I sintomi osservati su di lui sono assimilabili a quello che attualmente viene chiamato disturbo da stress post-traumatico. Dopo una convalescenza a casa, salpò per i Caraibi per riprendersi dalle sue ferite. Sulla via del ritorno verso la Virginia, morì il 25 marzo 1818 a Dungeness, sull'Isola di Cumberland, Georgia, assistito dalla figlia di Nathanael Greene, Louisa. "Light-Horse Harry" venne sepolto con tutti gli onori militari provvistigli dalla flotta americana di stanza a St. Marys, Georgia, e venne sepolto nel piccolo cimitero di Dungeness. Nel 1913, i suoi resti vennero spostati nella cappella della famiglia Lee nella Cappella Lee, al campus della Washington & Lee University a Lexington, Virginia.

## Matrimonio e figli
Henry Lee III si sposò due volte:

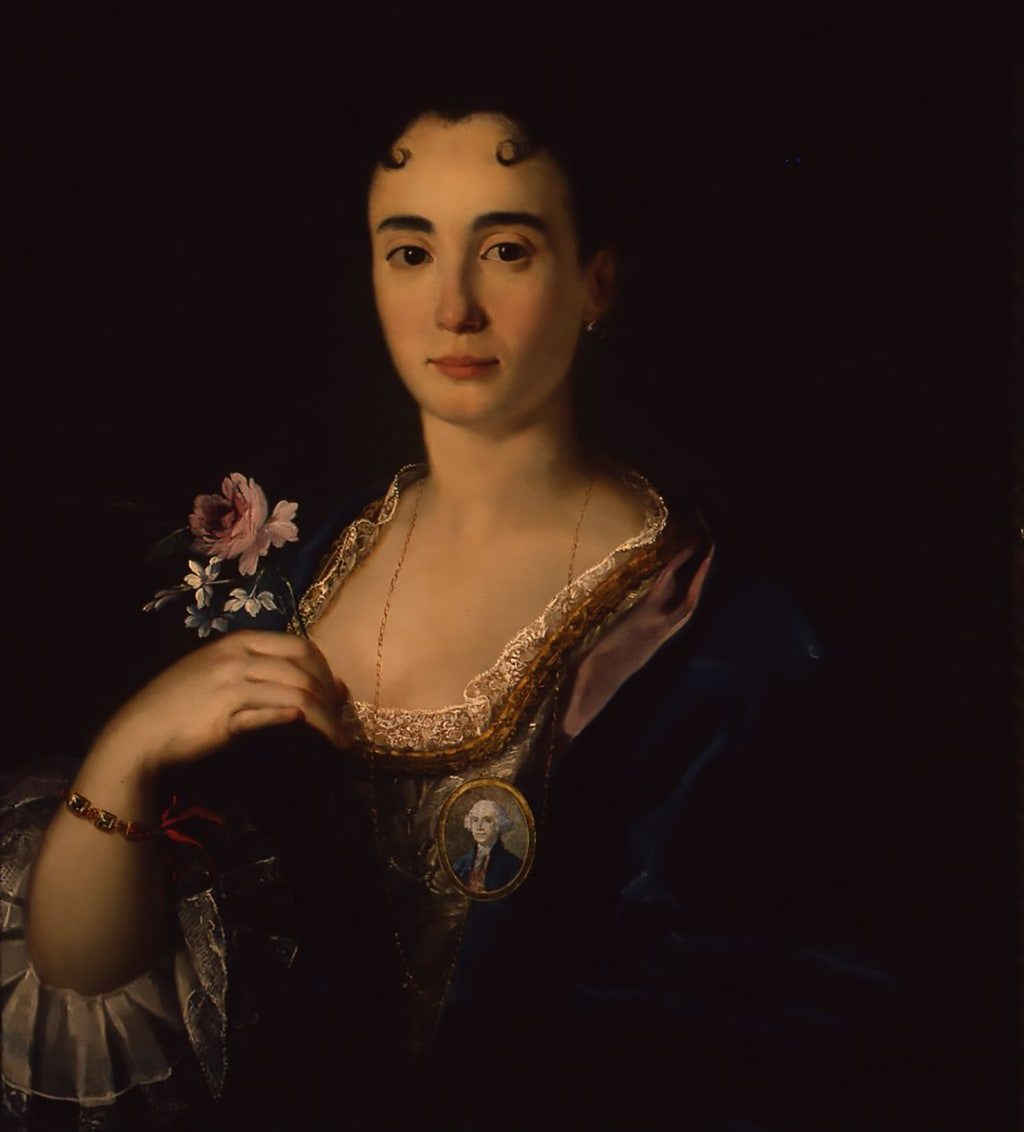
Anne Hill Carter, seconda moglie di Henry Lee III e madre tra gli altri di Robert Edward Lee.

- Matilda Ludwell Lee (1764-1790) 1781-1790, sua lontana parente. Il matrimonio durò sino alla sua morte da lei ebbe: 
  - Philip Lee (1784-1794)
  - Lucy Lee (1786-1860)
  - Henry Lee IV (28 maggio 1787 - 30 gennaio 1837).
- Ann Hill Carter, (1773-1829), si sposò con lei il 13 giugno 1793, era la figlia di Charles Carter. La coppia ebbe 6 figli anche se il primo morì senza che avesse avuto un nome nel 1796. Gli altri erano:
  - Charles Lee Carter (1798-1871)
  - Anne Kinloch Lee (1800-1864)
  - Sydney Smith Lee (1802-1869)
  - Robert Edward Lee (19 gennaio 1807 - 12 ottobre 1870), divenne un generale durante la guerra di secessione americana.
  - Mildred Lee (1811-1856)

## Ascendenza
|                     |                 |                        | Genitori                  |  |  | Nonni |  |  | Bisnonni          |  |  | Trisnonni         |  |
|                     |                 |                        |                           |  |  |       |  |  | 8. Richard Lee II |  |  | 16. Richard Lee I |  |
|                     |                 |                        |                           |  |  |       |  |  | 8. Richard Lee II |  |  | 16. Richard Lee I |  |
|                     |                 | 17. Anne Constable     |                           |  |  |       |  |  | 8. Richard Lee II |  |  |                   |  |
| 4. Henry Lee I      |                 |                        |                           |  |  |       |  |  | 8. Richard Lee II |  |  |                   |  |
|                     |                 | 9. Laetitia Corbin     | 18. Henry Corbin          |  |  |       |  |  |                   |  |  |                   |  |
|                     |                 | 9. Laetitia Corbin     | 18. Henry Corbin          |  |  |       |  |  |                   |  |  |                   |  |
|                     |                 | 9. Laetitia Corbin     | 19. Alice Burnham         |  |  |       |  |  |                   |  |  |                   |  |
| 2. Henry Lee II     |                 | 9. Laetitia Corbin     |                           |  |  |       |  |  |                   |  |  |                   |  |
|                     |                 | 10. Richard Bland      | 20. Theodorick Bland      |  |  |       |  |  |                   |  |  |                   |  |
|                     |                 | 10. Richard Bland      | 20. Theodorick Bland      |  |  |       |  |  |                   |  |  |                   |  |
|                     |                 | 10. Richard Bland      | 21. Anna Bennett          |  |  |       |  |  |                   |  |  |                   |  |
| 5. Mary Bland       |                 | 10. Richard Bland      |                           |  |  |       |  |  |                   |  |  |                   |  |
|                     |                 | 11. Elizabeth Randolph | 22. William Randolph      |  |  |       |  |  |                   |  |  |                   |  |
|                     |                 | 11. Elizabeth Randolph | 22. William Randolph      |  |  |       |  |  |                   |  |  |                   |  |
|                     |                 | 11. Elizabeth Randolph | 23. Mary Isham            |  |  |       |  |  |                   |  |  |                   |  |
| 1. Henry Lee III    |                 | 11. Elizabeth Randolph |                           |  |  |       |  |  |                   |  |  |                   |  |
|                     | 12. John Grymes | 24. Charles Grymes     |                           |  |  |       |  |  |                   |  |  |                   |  |
|                     | 12. John Grymes | 24. Charles Grymes     |                           |  |  |       |  |  |                   |  |  |                   |  |
|                     | 12. John Grymes | 25. Catherine          |                           |  |  |       |  |  |                   |  |  |                   |  |
| 6. Charles Grymes   | 12. John Grymes |                        |                           |  |  |       |  |  |                   |  |  |                   |  |
|                     |                 | 13. Alice Townley      | 26. Lawrence Townley      |  |  |       |  |  |                   |  |  |                   |  |
|                     |                 | 13. Alice Townley      | 26. Lawrence Townley      |  |  |       |  |  |                   |  |  |                   |  |
|                     |                 | 13. Alice Townley      | 27. Sarah Warner          |  |  |       |  |  |                   |  |  |                   |  |
| 3. Lucy Grymes      |                 | 13. Alice Townley      |                           |  |  |       |  |  |                   |  |  |                   |  |
|                     |                 | 14. Edmund Jenings     | 28. Edmund Jennings       |  |  |       |  |  |                   |  |  |                   |  |
|                     |                 | 14. Edmund Jenings     | 28. Edmund Jennings       |  |  |       |  |  |                   |  |  |                   |  |
|                     |                 | 14. Edmund Jenings     | 29. Margaret Barkham      |  |  |       |  |  |                   |  |  |                   |  |
| 7. Frances Jennings |                 | 14. Edmund Jenings     |                           |  |  |       |  |  |                   |  |  |                   |  |
|                     |                 | 15. Frances Corbin     | 30. Henry Corbin (= 18.)  |  |  |       |  |  |                   |  |  |                   |  |
|                     |                 | 15. Frances Corbin     | 30. Henry Corbin (= 18.)  |  |  |       |  |  |                   |  |  |                   |  |
|                     |                 | 15. Frances Corbin     | 31. Alice Burnham (= 19.) |  |  |       |  |  |                   |  |  |                   |  |
|                     |                 | 15. Frances Corbin     |                           |  |  |       |  |  |                   |  |  |                   |  |